# 19-та гренадерська дивізія СС (2-га латвійська)
19-та гренадерська дивізія СС (2-га латвійська) (нім. 19. Waffen-Grenadier-Division der SS (lettische Nr. 2), латис. 19. ieroču SS grenadieru divīzija (latviešu Nr. 2) — з'єднання, піхотна дивізія в складі військ Ваффен-СС Німеччини, що брала участь у бойових діях протягом 1943–1945 років.

## Історія з'єднання
19-та гренадерська дивізія СС (2-га латвійська) веде свою історію з моменту формування 2-ї моторизованої бригади СС, що існувала У Ваффен-СС з квітня 1941 року. На основі штабу цієї бригади у травні 1943 була сформована Латиська добровольча бригада СС.
23 січня 1943 року Адольф Гітлер «дозволив і наказав» рейхсфюреру СС Генріху Гіммлеру створити Латвійський добровольчий легіон СС. 24 січня, після повернення зі Східного фронту, Гіммлер надіслав радіограму, наказуючи переформувати 2-гу бригаду та 19-й і 21-й батальйони латвійської служби оборони, й створити на їхній основі Латиський добровольчий легіон СС. Обидва батальйони наприкінці січня були виведені з передової та переведені до Красного Села. 8 лютого туди ж прибув і 16-й батальйон. Усі три батальйони були перейменовані: 21-й Лієпайський батальйон на 1-й латиський легіон, 19-й латгальський батальйон — на 2-й латиський легіон, 16-й земгальський батальйон — на 3-й латиський легіон — і об'єднані в 1-й латиський піхотний полк, з призначенням командиром полку полковника Вольдемарса Вейсса, який прибув до Красного Села на початку квітня. Крім згаданих трьох батальйонів до складу полку входили стрілецька артилерійська (13-та) рота, протитанкова артилерійська (14-та) рота та велосипедно-лижна (16-та) рота. Німецькими посередниками при полку були призначені австрійці — СС-гауптштурмфюрери Брейман і Браймайер.
15 березня 1944 року частина була перейменована на Латвійську добровольчу бригаду СС, а з 22 жовтня стала називатися 2-ю латиською добровольчою бригадою СС. СС-бригадефюрер і генерал-майор Фріц фон Шольц був призначений командиром Латвійської добровольчої бригади СС. Після перейменування бригади наказом генерал-майора фон Шольца від 18 квітня полки отримали такі назви: 1-й латиський (нім. SS-Freiw. Rgt. 1/lett.) і 2-й латиський добровольчі полки (нім. SS-Freiw .Rgt.2/lett).
Одночасно з піхотними полками в березні почав формуватися артилерійський дивізіон, командиром якого був призначений капітан Вольдемар Гравеліс, санітарна рота та інші частини.

### Бойовий шлях
Після завершення курсу навчань у 1943 році, бригада була переведена на ділянку Волховського фронту в район Кречно, розмістившись на позиціях на лівому березі річки Волхов. 3 вересня 1943 року СС-штандартенфюрер Гінріх Шульдт прийняв командування бригадою. На 31 грудня 1943 року бригада налічувала 8033 особи.
19 січня 1944 року через погіршення загальної ситуації на північному фланзі бригада була змушена залишити позиції на Волхові і зайняла оборону в районі Гусі-П'ятилічі, приблизно в 10 км на південь від Пінева-Луги, яку утримувала до 31 січня. 1 лютого дивізія відступила далі на південний захід. 7 лютого вона атакувала Велешеву гору, щоб послабити тиск на сусідню дивізію. Виконавши завдання, бригада з безперервними боями продовжила відступ через Дубровку-Подуб'ї-Малуя-Уторгош-Романовичі до Пскова, до якого вийшла 25 лютого.
З-під Пскова бригаду перекинули на позиції на річці Велика (так звана лінія оборони «Пантера» або «Східний вал»), де вона перейшла до оборони поруч з 15-ю латиською добровольчою дивізією СС на північ від неї.
22 березня 1944 року бригада була перетворена в 19-ту дивізію СС. У травні 1944 року її перейменували на 19-ту гренадерську дивізію СС (2-гу латвійську). Коли бригада була перетворена в дивізію, до неї приписали третій піхотний полк (6-й піхотний полк).
У березні дві латиські дивізії були об'єднані в 6-й корпус СС під командуванням генерала фон Пфеффер-Вільденбруха. 13 квітня командування дивізією прийняв СС-оберфюрер Бруно Штреккенбах.
У другій половині квітня 6-й корпус СС був перекинутий на позиції Бардово-Кудевере за 50 км від Опочки. Поки дивізія перебувала на цих позиціях, почалося формування 19-го (2-го) артилерійського полку.
На 30 червня 1944 року в дивізії було 10 592 особи, а на 20 вересня 1944 року — 12 507. З червня до середини липня 1944 року дивізія брала участь у ар'єргардних боях біля латвійського кордону. 17 липня обидві латвійські дивізії відступили і перетнули кордон Латвії.
Після відступу вермахту до Курляндії, у Курземе дивізія брала участь у п'яти з шести великих битв у Курляндському мішку. Після першої Курземської битви, в якій 19-та дивізія зазнала значних втрат, дивізія пережила моральну кризу, яка проявилася у масових випадках дезертирства. За цей час з бойових частин втекло близько 500 бійців, а зі складу поповнення, розташованого в районі Дундага, вибуло близько 2 тис. людей, більшість цих дезертирів розійшлася в лісах Дундаги. Основною причиною кризи стало те, що не було ясності стосовно намірів Німеччини щодо оборони Курляндії, а також у намірі німецького командування перекинути 19-ту дивізію на територію Німеччини. Як тільки в листопаді з'ясувалося, що німецьке верховне командування вирішило захищати Курляндський плацдарм, не тільки частина дезертирів повернулася до дивізії, а й з'явилася значна кількість нових добровольців.
У березні 1945 року за наказом Гіммлера до 19-ї дивізії надійшло підкріплення — 2500 осіб з 15-ї дивізії, що дислокувалася в Німеччині. Ці поповнення, враховуючи великі втрати 19-ї дивізії, становили близько 2/3 її бойового складу. Під час боїв у Курляндському мішку дивізія втратила близько 3500 бійців.
8 травня 1945 року рівно о 14:00 командир дивізії Штреккенбах по телефону віддав командирам усіх полків і окремих батальйонів наказ про капітуляцію. На цей момент у 19-ій дивізії залишалося 5200 особового складу. Лише невеликій частині з них вдалося евакуюватися на кораблях чи човнах до Німеччини або ж дістатися Швеції. Частина складу дивізії пішла в ліси, приєднавшись до народних партизанських загонів, а решта здалася радянській владі.

## Командування

### Командири
- СС-бригадефюрер та генерал-майор Ваффен-СС Гінріх Шульдт (7 січня — 15 березня 1944);
- СС-штандартенфюрер Фрідріх-Вільгельм Бок (15 березня — 13 квітня 1944);
- СС-групенфюрер та генерал-лейтенант Ваффен-СС Бруно Штреккенбах (13 квітня 1944 — 8 травня 1945).

## Райони бойових дій
- Східний фронт (північний напрямок) (травень 1943 — липень 1944)
- Курляндський мішок (липень 1944 — травень 1945)

## Нагороджені дивізії
Нагороджені дивізії
|                                                             | Кавалери Золотого Німецького Хреста                                                        | 14                                                                                                   |
|                                                             | Кавалери Срібного Німецького Хреста                                                        | 1 |
| Лицарський хрест Залізного хреста з дубовим листям і мечами | Кавалери Лицарського хрест Залізного хреста з дубовим листям і мечами                      | 1 Гінріх Шульдт — СС-оберфюрер, командир дивізії (25 березня 1944)                                   |
|                                                             | Кавалери Лицарського хреста Залізного хреста з Дубовим листям                              | 1 Бруно Штреккенбах — СС-групенфюрер і генерал-лейтенант військ СС, командир дивізії (16 січня 1945) |
|                                                             | Кавалери Лицарського хреста Залізного хреста                                               | 11                                                                                                   |
|                                                             | Кавалери Почесної відзнаки Ваффен-СС «Почесна застібка на орденську стрічку для Ваффен-СС» | 8 |

### Кавалери Лицарського хреста Залізного хреста (11)
- Бруно Штреккенбах — СС-бригадефюрер, генерал майор військ СС і поліції, командир бойової групи (17 серпня 1944)
- Жаніс Буткус — СС-гауптштурмфюрер військ, командир 10-ї роти 19-го польового запасного батальйону СС (21 вересня 1944)
- Жаніс Ансонс — СС-гауптштурмфюрер військ, командир 6-ї роти 44-го гренадерського полку військ СС (латиського № 6) (16 січня 1945)
- Мієрвалдіс Адамсонс — СС-унтерштурмфюрер легіону, командир 6-ї роти 44-го гренадерського полку військ СС (латиського № 6) (25 січня 1945)
- Робертс Анцанс — СС-унтерштурмфюрер військ, начальник школи ближнього бою 19-го запасного польового батальйону військ СС (25 січня 1945)
- Ніколайс Ґалдіньш — СС-оберштурмбанфюрер військ, командир 42-го гренадерського полку військ СС «Волдемарс Вейсс» (25 січня 1945)
- Альфредс Ріекстіньш — СС-унштершарфюрер військ 1-ї роти 19-го фузілерного батальйону військ СС (5 квітня 1945(
- Робертс Гайгалс — СС-оберштурмфюрер військ, командир 6-ї роти 42-го гренадерського полку військ СС «Волдемарс Вейсс» (5 травня 1945)
- Андрейс Фрейманіс — СС-оберштурмфюрер військ, командир 13-ї роти 44-го гренадерського полку військ СС (5 травня 1945)
- Волдемарс Рейнголдс — СС-штурмбанфюрер військ, командир 43-го гренадерського полку військ СС (латиського № 5) (9 травня 1945)
- Карліс Сенсбергс — СС-унтершарфюрер військ, командир групи.

## Відео
- My 19th SS Freiwilligen Latvian Waffen Grenadier Division 3rd Pattern "Dachau Style"Sleeve Shield